# Euscirrhopterus fuscus
Euscirrhopterus fuscus är en fjärilsart som beskrevs av Jordan 1908. Euscirrhopterus fuscus ingår i släktet Euscirrhopterus och familjen nattflyn. Inga underarter finns listade i Catalogue of Life.